# Johann von Wenisch
Johann Freiherr von Wenisch (* 2. August 1802 in Radonitz, Böhmen als Johann Nepomuk Wenisch; † 8. März 1895 in Graz) war ein österreichischer Jurist und Politiker.

## Leben

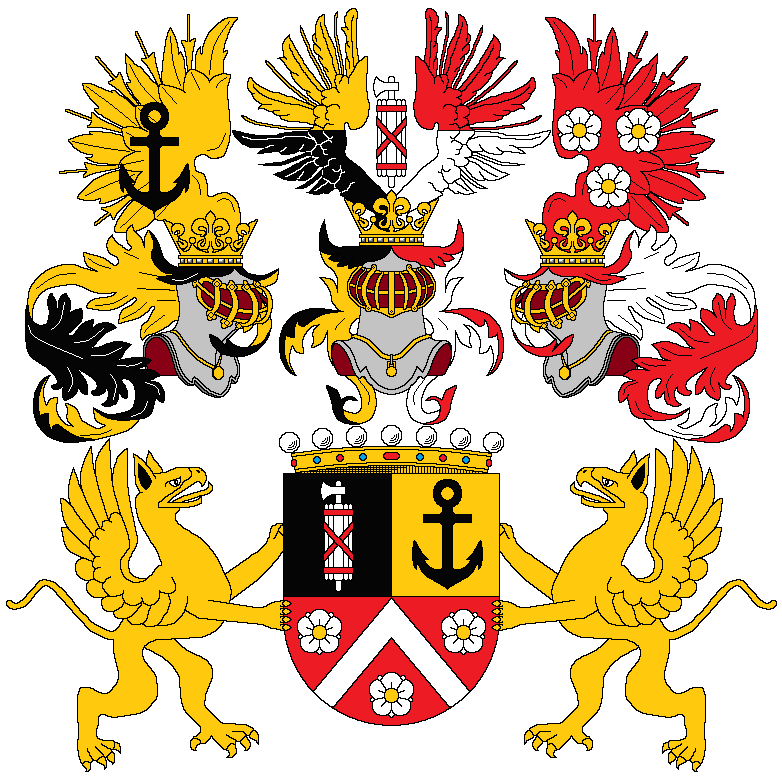
Wappen von Johann Freiherr von Wenisch (1868)

Wenisch wurde 1802 in der böhmischen Stadt Radonitz als Sohn des Bürgers und Seifensiedermeisters Johannes Wenisch und dessen Ehefrau Barbara geb. Wetzl geboren. Nach dem Abschluss des Gymnasiums studierte er bis 1826 Rechtswissenschaften an der Universität Prag. 1841 wurde er zum Dr. jur. promoviert.
1827 trat Wenisch in den Gerichtsdienst ein und kam als Konzeptspraktikant an das Pfleggericht Mattighofen in Oberösterreich. Es folgten Stationen am Pfleggericht in Salzburg, Golling, Ried im Innkreis, Wildshut und ab 1834 in Mattighofen. 1837 wurde Wenisch als Pfleger nach Goldegg, 1838 nach Vichtenstein und 1839 nach Ried bestellt. Ab 1845 wirkte er als Gerichtsrat am Stadt- und Landgericht in Salzburg. Dort wurde Wenisch 1848 als Abgeordneter für die Frankfurter Nationalversammlung gewählt. Das Mandat nahm er allerdings nicht an.
Die Berufung zum Gerichtspräsidenten des Landgerichts im böhmischen Eger erfolgte 1850. Nach wenigen Jahren übersiedelte er nach Prag, wo er im Mai 1854 eine Stelle als Oberlandesgerichtsrat antrat. Bereits im August desselben Jahres erhielt Wenisch die Berufung zum Vizepräsidenten des Oberlandesgericht in Pest. Für seine Verdienste wurde er 1855 mit dem Ritterkreuz des Ordens der Eisernen Krone II. Klasse ausgezeichnet. Gemäß den Ordensstatuten wurde Wenisch gleichzeitig in den Ritterstand des österreichischen Adels erhoben und führte seither das Prädikat Ritter von Wenisch.
Ab 1856 amtierte er schließlich als Präsident des Oberlandesgerichts im damals ungarischen Pressburg. 1860 kehrte Wenisch nach Oberösterreich zurück, wo er 1860 Präsident des Landgerichts in Linz wurde.
Im April 1861 wurde Wenisch als Kandidat mehrerer böhmischer Landgemeinden (Eger, Wildstein, Asch, Falkenau, Königswart, Plan, Tepl, Weseritz, Tachau, Pfraumberg, Karlsbad, Elbogen, Petschau, Luditz, Buchau, Graslitz, Neudek, Joachimsthal und Platten) in das Abgeordnetenhaus gewählt. Diesem gehörte er bis zum 20. September 1865 an. Anschließend erhielt er die Versetzung an das Oberlandesgericht in Graz. 1868 erhielt Wenisch das Komturkreuz des Franz-Joseph-Ordens und die Erhebung in den Freiherrenstand. Auf eigenen Wunsch hin trat Johann Freiherr von Wenisch 1870 in den Ruhestand über. Er starb 1895 in Graz.
Wenisch war seit 1875 mit Maria geb. Morawek († 1888) verheiratet. Die Ehe blieb kinderlos.

## Auszeichnungen
- Ritter des Ordens der Eisernen Krone II. Klasse (1855)
- Komtur des Franz-Joseph-Ordens (1868)